# Onil Doiron
Pour les articles homonymes, voir Doiron.
Onil Doiron est un coordinateur social et un homme politique canadien.

## Biographie
Il est député de Caraquet à l'Assemblée législative du Nouveau-Brunswick de 1974 à 1982 en tant que libéral.
Il est l'instigateur de la station de radio CJVA.